# G. Love & Special Sauce

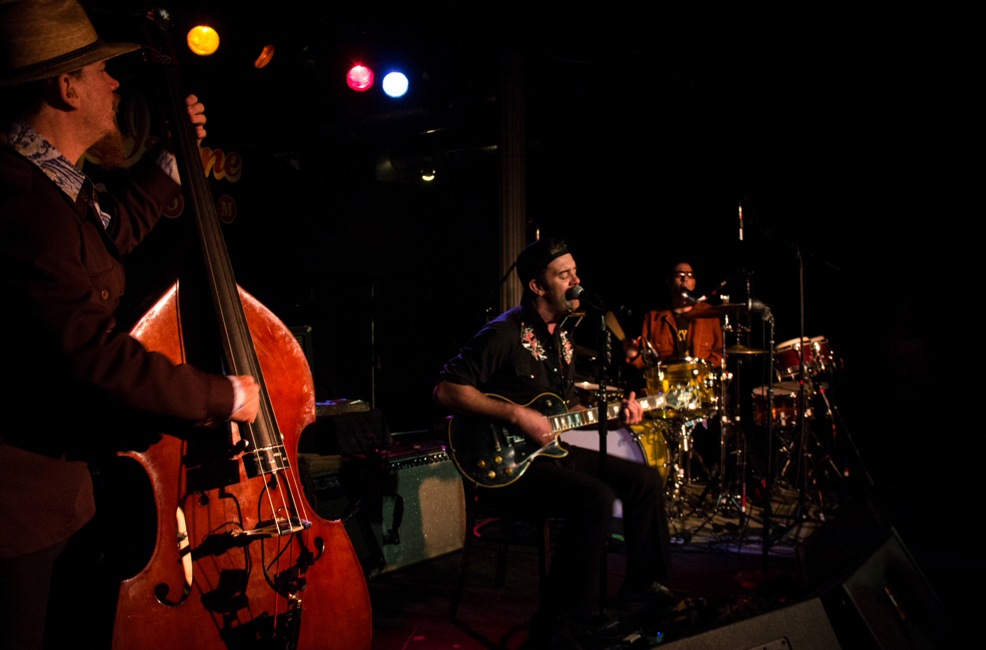
G. Love & Special Sauce, 2015

G. Love & Special Sauce is een blues annex hiphop trio, afkomstig uit Philadelphia in de Verenigde Staten.
De groep ontstond in 1992 en kenmerkte zich vanaf het begin door een sterk persoonlijke muziekstijl. Het trio is bekend om een unieke mix van klassieke blues en rap. Soms noemen zij deze stijl Philadelphonic naar de stad waar zij ontstond.
G. Love & Special Sauce' eerste album kwam in 1994 uit op het Okeh/Epic muzieklabel. De band kreeg met name dankzij de single "Cold Beverage" enige bekendheid, met dank aan MTV waar de clip regelmatig te zien was. Na het succesvolle debuut volgde een tournee.
In 1995 kwam het tweede album van G. Love & Special Sauce uit, Coast to Coast Motel. Hoewel dit album veel minder verkocht werd dan het debuut, wordt het algemeen gezien als een sterker album. Het derde album, Yeah, It's That Easy, kwam in 1997 uit. In 1999 volgde het vierde album, Philadelphonic, dat twee jaar later gevolgd werd door Electric Mile. Op deze laatste plaat werd de oorspronkelijke combinatie van rap en blues steeds meer verlaten en richtten de bandleden zich meer op hiphop, funk, rock en soul. Al deze albums werden gevolgd door uitgebreide wereldtournees. 
Op zijn soloplaat, The Hustle uit 2004, keert G. Love terug naar de oorspronkelijk stijl zoals zij die begin jaren negentig hadden ontwikkeld. Datzelfde jaar kwam het eerste livealbum van het trio uit. Het meest recente album is Long Way Down (2009).

## Bandleden
- Garrett Dutton alias G. Love (zang, gitaar, mondharmonica)
- Jimi Prescott alias Jimi Jazz (contrabas)
- Jeffrey Clemens alias Houseman (drums)

## Discografie
- (G. Love Has Gone Country)
- (Back In The Day)
- (Live At King's Court)

- G. Love and Special Sauce (1994)
- Coast to Coast Motel (1995)
- Yeah, It's That Easy (1997)
- Philadelphonic (1999)
- Electric Mile (2001)
- The Best of G. Love and Special Sauce (2002)
- The Hustle (2004)
- Lemonade (2006)
- Superhero Brother (2008)
- Long Way Down (2009)
- Fixin' to Die (2011)
- Sugar (2014)